# Vasile Albineț
Vasile Albineț est un acteur et cascadeur roumain.

## Filmographie

### Cinéma
- 1988 : Secretul armei secrete
- 1989 : Mircea : le garde du roi
- 1989 : Lacrima cerului : Haiduc
- 1990 : Coroana de foc : le garde
- 1991 : Undeva în Est : un légionnaire
- 1992 : Le Chêne : un policier
- 1993 : Liceenii în alerta : John Popp
- 1994 : Oglinda : un officier allemand
- 1994 : Un été inoubliable : un officier allemand
- 1994 : Somnul insulei : un politicien
- 1995 : Dernier Souffle : un mercenaire
- 1995 : Craii de Curtea Veche : le commandant turc
- 1996 : Punctul zero : un agent
- 1996 : Trop tard : un mineur
- 1996 : Capitaine Conan : un officier français
- 1997 : Femeia în rosu : un gangster
- 2000 : Highlander: Endgame : le garde principal
- 2003 : Ce lume vesela : le garde du corp
- 2003 : Vlad : un soldat roumain
- 2003 : Dracula 2 : Le Dernier Sanctuaire : un chevalier
- 2005 : 7 secondes : un russe
- 2006 : The Detonator : un officier de police
- 2006 : Ultime menace : un des assaillants de l’hôtel
- 2006 : L'Affaire CIA : un russe
- 2006 : Attack Force : un mercenaire
- 2007 : Fight of Fury : un membre des forces rebelles
- 2007 : Restul e tacere : Capitaine Dorobanti
- 2007 : Headless Horseman : Calvin Montgomery
- 2008 : Au diable Staline, vive les mariés ! : un soldat russe
- 2008 : Adam Resurrected : un soldat nazi
- 2009 : Barberousse, l'Empereur de la mort
- 2009 : Le Concert : un tueur russe

### Télévision
- 2002 : Sherlock : un policier
- 2005 : Les Rois maudits : Count (5 épisodes)
- 2008 : La Prophétie : Ghoul
- 2008 : Anaconda 3
- 2009 : Anaconda 4